# Palau Municipal d'Esports de Son Moix
El Palau Municipal d'Esports de Son Moix és un complex poliesportiu de Palma de titularitat municipal establert l'any 1976 a la zona de Son Moix, i és el més important de la ciutat. És gestionat per l'Institut Municipal de l'Esport, llevat de l'estadi principal que, tot i ser també de titularitat municipal, és gestionat per l'empresa RCD Mallorca en virtut d'un conveni de cinquanta anys signat el 1999.
El complex original, bastit el 1976, estava format per un pavelló esportiu, amb dues piscines (una de les quals, olímpica), una pista poliesportiva i un gran gimnàs. El 1987 s'inaugurà el Velòdrom de Son Moix, part del mateix complex, i, el 1993, les instal·lacions s'ampliaren amb una zona d'exteriors amb camp de futbol de gespa artificial, sis camps de bàsquet i sis pistes de tenis, a més d'un aparcament. Amb motiu de la Universíada de 1999 es construí un estadi de futbol, l'Estadi de Son Moix, de titularitat municipal i amb una capacitat de 20.000 espectadors, la gestió de la qual fou cedida al RCD Mallorca, que s'hi traslladà. Les instal·lacions municipals també compten amb un skatepark, de construcció més recent.
El complex fou particularment danyat per la tempesta del 4 d'octubre de 2007 a Mallorca, que deixà tot el pavelló en estat de ruïna, i així hagué de ser reformat i tots els equips que hi competien, com ara el Palma Aqua Màgica o el Drac Palma, hagueren de trobar un espai alternatiu, en molts de casos el Palma Arena. El procés de restauració fou llarg i el pavelló no es reobrí fins a la primavera de 2014, després de més de dotze milions d'euros invertits i amb una capacitat màxima de 5.000 persones per la pista poliesportiva.
Actualment, el pavelló esportiu és la seu del CB Bahía Sant Agustí de bàsquet, el CV Palma de vòlei i l'AE Palma Futsal de futbol sala, i també hi han competit el CV Pòrtol i el Palma Aqua Màgica.

## Estadi de Son Moix
La principal infraestructura de Son Moix és l'Estadi, construït el 1999 amb motiu de la Universíada i gestionat després d'un acord amb l'Ajuntament per l'empresa RCD Mallorca, el primer equip de la qual s'hi traslladà el mateix any de la construcció. Té una capacitat de 23.142 espectadors i unes dimensions de 107 x 69 metres, i és l'estadi més gran de tot Mallorca.

## Velòdrom de Son Moix
El Velòdrom de Son Moix és una voltadora de ciclisme en pista a l'aire lliure part del mateix complex, que va ser inaugurada el 1987 i fou el principal (i únic) velòdrom de la ciutat durant molts d'anys, del 1973 (quan s'abandonà el Tirador) fins a la construcció del Palma Arena. A l'interior també hi ha una pista d'atletisme, de nom Mateo Domínguez.